# Els Callens
Els Callens (n. 20 august 1970, Wilrijk⁠(d), Flandra, Belgia) este o jucătoare de tenis belgiană, medaliată olimpică. A participat la o ediție a Jocurilor Olimpice (2000) în care a câștigat o medalie de bronz.

## Participări
Lista de mai jos prezintă principalele competiții la care a participat Els Callens de-a lungul carierei.
- tennis at the 2000 Summer Olympics – women's doubles[*]